# Salur
Salur là một thành phố và khu đô thị của quận Vizianagaram thuộc bang Andhra Pradesh, Ấn Độ.

## Địa lý
Salur có vị trí 18°32′B 83°13′Đ / 18,53°B 83,22°Đ Nó có độ cao trung bình là 118 mét (387 feet).

## Nhân khẩu
Theo điều tra dân số năm 2001 của Ấn Độ, Salur có dân số 48.362 người. Phái nam chiếm 49% tổng số dân và phái nữ chiếm 51%. Salur có tỷ lệ 59% biết đọc biết viết, thấp hơn tỷ lệ trung bình toàn quốc là 59,5%: tỷ lệ cho phái nam là 68%, và tỷ lệ cho phái nữ là 49%. Tại Salur, 12% dân số nhỏ hơn 6 tuổi.